# Benson (Nowy Jork)
Benson – miasto w Stanach Zjednoczonych, w stanie Nowy Jork, w hrabstwie Hamilton.